# Lista över ledamöter av Sveriges riksdags andra kammare 1945–1948

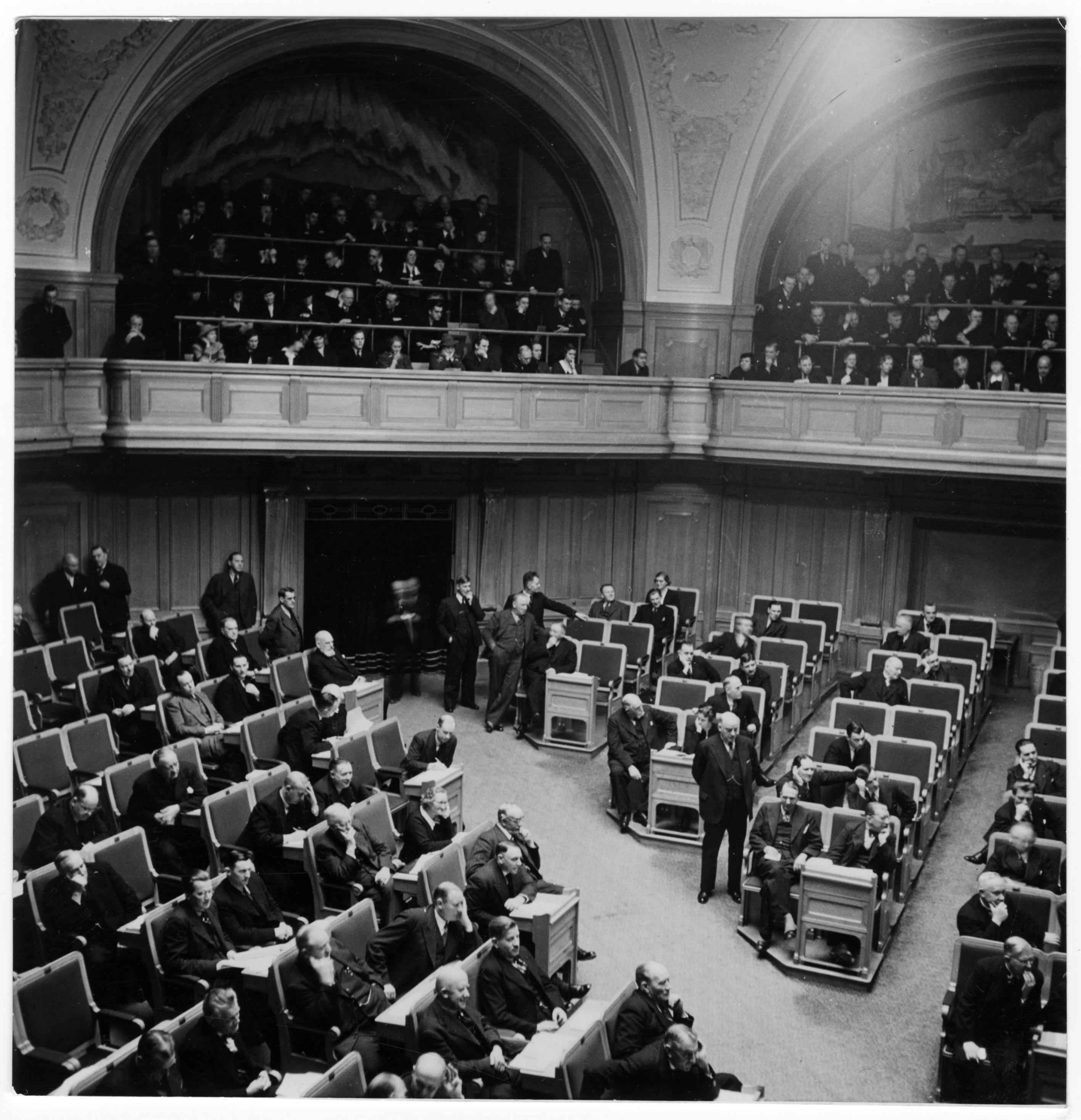
Andrakammarsalen 1946. Statsminister Per Albin Hansson stående ungefär mitt i bilden.

Ledamöter av Sveriges riksdags andra kammare mandatperioden 1945–1948. Ledamöterna valdes vid andrakammarvalet 1944.

## Stockholms stad
- Gösta Bagge, partiledare, professor nationalekonomi, h (1944–1947)
  - ersatt av: Jarl Hjalmarson, VD, h (1947–1948)
- Elis Håstad, professor statskunskap, h
- Ebon Andersson, fil. lic., bibliotekarie, h (1944–1945)
  - ersatt av: Gunnar Sundqvist, studierektor, h (1946)
    - ersatt av: Elsa Ewerlöf, fru, h (1946–1948)
- Torsten Henriksson, direktör, h
- Gunnar Ljungqvist, försäkringsdirektör, h
- Per Hjalmar Fagerholm, ombudsman, h
- John Bergvall, fp (1945)
  - ersatt av: Yngve Larsson, chef stadsbyggnadsroteln Stockholms stad, fp (1946–1948)
- Johan Johnsson, föreståndare Stadsmissionen, fp
- Bertil Ohlin, professor nationalekonomi, statsråd, fp
- Disa Västberg, förbundsordförande,  s
- Frans Severin, chefredaktör Aftontidningen, s
- Sigvard Cruse, förbundsordförande, s
- Torsten Nilsson, partisekreterare SAP, s
- Sigrid Ekendahl, ombudsman, s
- Emil Malmborg, ombudsman, s
- Ernst Eriksson, förste kontorist, s
- Ruth Gustafson, redaktör, s
- Per Albin Hansson, statsminister, s (1945–1946)
  - ersatt av: Seth Molander, revisor, s (1946–1948)
    - ersatt av: Sonja Branting-Westerståhl, revisor, s (1948)
- Carl Lindberg, ombudsman, s
- Gustav Johansson, chefredaktör Ny Dag, k
- Gerda Linderot, fackordförande, gift med Sven Linderot, k
- Set Persson,  k (1945–1946)
  - ersatt av: Fritjof Lager, redaktionschef Ny Dag, k (1946–1948)

## Stockholms län
- Emanuel Birke, grosshandlare, h
- Edvard Thorell, sågverksägare, h
- David Boman, lantbrukare, bf
- Gustav Mosesson, rektor, fp
- Annie Wallentheim, sekreterare, s
- Gunnel Olsson, folkskollärarinna, s
- Allan Andersson, småbrukare, s
- Sven Hedqvist, metallarbetare, s
- Eskil Eriksson, lantbrukssmed, s
- Arthur Sköldin, annonssäljare, s
- Erik Karlsson, redaktör, k

## Uppsala län
- Karl Emil Hansson, lantbrukare, bf
- Edvin Jacobsson, lantbrukare, fp
- John Lundberg, ombudsman, s
- Vilhelm Lundstedt, professor i civilrätt, s
- Einar Jonsson, fabriksarbetare, s

## Södermanlands län
- Stig Janson, agronom, h (1944–1946)
- Greta Möller, socialvårdsassistent, h (1947–1948)
- Harald Andersson, lantbrukare, bf
- Johan Nilson, predikant Svenska Missionsförbundet, fp (1944–1946)
  - ersatt av: Gustaf Friberg, fabriksägare, fp (1946–1948)
- Erik Lundbom, lantbrukare, s
- Ellen Svedberg, fru, s
- Gustaf Larsson, sågverksarbetare, s
- Gustaf Andersson, direktör sjukkassa, s

## Östergötlands län
- Martin Skoglund, lantbrukare, h
- Martin Ljungberg, civilingenjör, h
- Ivar Johansson, lantbrukare, bf
- Anders Stjärne, lantbrukare, fp
- Elsa Johansson, väverska, s
- Karl Ward, chefredaktör Östergötlands Folkblad, s
- Carl Hoppe, kontraktsprost, s
- Karl Falk, torpare, s
- Fridolf Thapper, metallarbetare, s
- Albert Hermansson, ombudsman SAP, s
- Harald Johansson, ombudsman SKP, k

## Jönköpings län
- Torgil von Seth, greve, fideikommissarie, h
- Gustaf Svensson i Vä, lantbrukare, bf
- John Pettersson, lantbrukare, bf
- Rudolf Boman, godsägare, fp
- Oscar Carlström, lantbrukare, fp
- Erik Fast, möbelsnickare, s
- Edvin Gustafsson, banvakt, s
- Abel Andersson, lantbrukare, s
- Martin Forsberg, journalist, s

## Kronobergs län
- Oscar Nolin, lantbrukare, h
- Hjalmar Svensson, lantbrukare, bf
- Victor Mattsson, lantbrukare, bf
- Hjalmar Gustafson, lantbrukare, s
- Fritz Persson, ombudsman SAP, s

## Kalmar län
- Einar Haeggblom, lantbrukare, rektor, h
- Per Jonsson, lantbrukare, h
- Arvid Jonsson, lantbrukare, bf
- Emil Gustafson, lantbrukare, bf
- Gustav Holm, lantbrukare, s
- Einar Johansson, snickare, s
- Sigvard Ohlsson, murare, s
- Waldemar Olsson, järnarbetare, s

## Gotlands län
- Gustaf Svedman, redaktör Gotlänningen, h
- Per Svensson, lantbrukare, bf
- Herman Engström, gjutare, s

## Blekinge län
- Lars-Olof Skantze, civilingenjör, h
- Pehr Johnsson i Kastanjegården, lantbrukare, fp
- Elof Hällgren, hamnföreståndare, s (1944–1947)
- Algot Törnkvist, chefredaktör Blekinge Folkblad, s
- Hugo Witzell, folkskollärare, s

## Kristianstads län
- Arvid Karlsson, lantbrukare, h
- Nestor Hammarlund, lantbrukare, bf
- Sam Norup, lantbrukare, bf
- Harald Johnsson i Skoglösa, lantbrukare, bf
- Filip Kristensson, köpman, fp
- Blenda Björck, fru, s
- Ola Isacsson, kvarnarbetare, s (1944–1945)
- Thorwald Ekdahl, folkskollärare, s (1945–1948)
- Anton Björklund, vagnreparatör, s
- Alfred Andersson i Munka-Ljungby, tegelbruksarbetare, s

## Malmöhus län
- Gösta Liedberg, godsägare, h
- Nils G. Hansson i Skegrie, lantbrukare, bf
- Axel Pehrsson-Bramstorp, statsråd, partiledare, bf
- Nils Persson, lantbrukare, fp
- Per Edvin Sköld, försvarsminister, s
- Olivia Nordgren, fru, s
- Åke Olofsson, redaktör, s
- Anders Paulsen, lantbrukare, s
- Axel Landgren, fjärdingsman, s

## Fyrstadskretsen
- Erik Hagberg, chefredaktör Skånska Aftonbladet, h
- Georg Fahlman, konditor, h
- Åke Wiberg, VD Malmö Strumpfabrik, h
- Folke Jönsson, målare, s
- Allan Vougt, chefredaktör Arbetet, s
- Karl Nilsson, vaktmästare, s
- Karl Bergström, chefredaktör Skånska Socialdemokraten, s
- Olof Andersson i Malmö, ombudsman SAP, s
- Eric Bladh, folkskollärare, s
- Gunnar Adolfsson, redaktör, k

## Hallands län
- Gustaf Nilsson, godsägare, h
- Anders Pettersson, lantbrukare, bf
- Hjalmar Nilson, lantbrukare, bf
- Axel Lindqvist, glasslipare, s
- Ragnar Persson, läderarbetare, s

## Göteborgs stad
- Erik Olson, direktör, h
- Ivar Sefve, rektor Göteborgs realläroverk, h
- Bertil von Friesen, läkare, son till Mia Leche Löfgren, fp
- Ernst Wigforss, finansminister, s
- Märta Öberg, kassörska, s
- Olof Nilsson, trafikförman Göteborgs spårvägar, s
- Abel Sundberg, kontorist, s
- Knut Senander, tulltjänsteman, k
- Solveig Rönn-Christiansson, portvakt, k
- Gunnar Dahlgren, metallarbetare, k

## Göteborgs och Bohus län
- Ernst Staxäng (före 1939 Olsson), lantbrukare, h
- Carl Olof Carlsson, lantbrukare, bf
- Birger Utbult, föreståndare, fp
- Waldemar Svensson, agronom, fp
- Erik Johansson i Öckerö, fiskare, s (1945)
  - ersatt av: Carl Johansson, lantbrukare, s (1945–1948)
- Wiktor Mårtensson, överrevisor, s
- Gösta Andersson i Mölndal, pappersbruksarbetare, s

## Älvsborgs läns norra
- James Dickson, godsägare, h
- Axel Rubbestad, statsråd, bf
- August Danielsson, lantbrukare, fp (1945–1946)
  - ersatt av: Sven Antby, lantbrukare, fp (1947–1948)
- Carl Petrus Olsson, banvakt, s
- Artur Lundqvist, maskinist, s
- Patrik Svensson, boktryckare, s

## Älvsborgs läns södra
- Ragnar Sveningsson, lantbrukare, h
- Alarik Hagård, lasarettsyssloman, h
- Karl Artur Ryberg, lantbrukare, bf
- Einar Andersson, lantbrukare, s
- John Ericsson i Kinna, statsråd, s

## Skaraborgs län
- Karl Magnusson, trädgårdsmästare, h
- Folke Kyling, folkskollärare, h
- Gunnar Larsson, lantbrukare, bf
- Johannes Onsjö (tidigare Johansson), lantbrukare, bf
- Aron Gustafsson, lantbrukare, bf
- Oscar Malmborg, folkskollärare, fp
- Johan Persson i Tidaholm, tändsticksarbetare, s (1944–1947)
  - ersatt av: Lisa Johansson, barnavårdsman, s (1947–1948)
- Nils Odhe, lantarbetare, s
- Walter Sundström, folkskollärare, s

## Värmlands län
- Albert Larsson, direktör, h
- Oscar Werner, lantbrukare, bf
- Carl Björling, lantbrukare, fp
- Manne Ståhl, redaktör Karlstads-Tidningen, fp (1945–1948)
  - Anton Bränholm, skogsförvaltare, fp (1948)
- Herman Nordström, träarbetare, s
- August Spångberg, järnvägsman, s
- Hildur Humla, fru, s
- Gustaf Nilsson, stadsbibliotekarie, s
- Harald Hallén, prost, s
- Gösta Kempe, ombudsman SKP, k

## Örebro län
- Gunnar Falla (tidigare Persson), lantbrukare, h
- Ivar Pettersson, lantbrukare, bf
- Ruben Swedberg, pastor, fp
- Henry Allard, annonssäljare, s
- Erik Brandt, pappersbruksarbetare, s
- Göran Pettersson, metallarbetare, s
- Lars Lindahl, reparatör, s
- Erik Jansson, redaktör, k

## Västmanlands län
- Sven Vigelsbo, lantbrukare, bf
- Olov Rylander, borgmästare Västerås, fp
- David Hall, ombudsman SAP, s
- Bertil Andersson, lantarbetare, s
- Elin Eriksson, slöjdlärare, s
- Emil Olovson, redaktör Västmanlands Folkblad, s

## Kopparbergs län
- Birger Gezelius, advokat, h
- Robert Jansson, lantbrukare, bf
- Erik Pettersson i Ersbacken, lantbrukare, bf
- Gustaf Andersson i Rasjön, partiledare, statsråd, fp
- Gustaf Pettersson (från 1945 Hellbacken), lantbrukare, s
- Hildur Alvén, fru, s
- Evald Ericsson, småbrukare, s
- Verner Karlsson, gruvarbetare, s
- Fredrik Sundström, gjutare, s (1944–1947)
- Arvid Hallberg, chefredaktör Dala-Demokraten, s (1947–1948)

## Gävleborgs län
- Nils Holmström, major, h
- Gottfrid Fröderberg, folkskollärare, fp
- Per Persson i Norrby, lantbrukare, bf
- Per Orgård (tidigare Persson), lantbrukare, s
- Adolv Olsson, chef Statens byggnadslånebyrå, s
- Erik Severin, ombudsman SAP, s
- Sigurd Lindholm, ombudsman SAP, s
- August Sävström, ombudsman, s
- Hildur Nygren, distriktsöverlärare, s
- Ola Persson, ombudsman SKP, k

## Västernorrlands län
- Brynolf Stattin, lantbrukare, h
- Per Jonas Edberg, lantbrukare, bf
- Gunnar Hedlund, VD, bf
- Einar Osterman, överläkare, fp
- John Andersson, svarvare, s
- Ernst Berg, ombudsman SAP, s
- Lars Jonsson, skogsarbetare, s
- Erik Norén, lantbrukare, s
- Karl Mäler, chefredaktör Nya Norrland, s
- Axel Nordström, ombudsman SKP, k

## Jämtlands län
- Andreas Andersson, lantbrukare, h
- Nils Jönsson i Rossbol, lantbrukare, bf
- Verner Hedlund, fattigvårdskonsulent, s
- Sigfrid Jonsson, skogsarbetare, s
- Nils Larsson i Östersund, folkskollärare, s

## Västerbottens län
- Carl Lindmark, lantbrukare, h (till 1947)
  - ersatt av Carl Östlund, lantbrukare, h (1948)
- Helmer Johansson, lantbrukare, bf
- Evert Sandberg, lantbrukare, fp
- Ragnhild Sandström, folkskollärare, fp
- Magnus Nilsson, lantbrukare, s
- Oskar Åkerström, sliperiarbetare, s
- Uddo Jacobson, handlande, s
- Gösta Skoglund, folkskollärare, s

## Norrbottens län
- Märta Boman, fru, h
- Lars Andersson, hemmansägare, bf (till 1946)
  - ersatt av: Knut Stenvall, lantbrukare, bf
- Oscar Lövgren, chefredaktör Norrländska Socialdemokraten, s
- Karl Viklund, folkskollärare, s (till 1946)
  - ersatt av: Hildur Ericsson, lärarinna, s (1947–1948)
- Johan-Olof Gavelin, gruvarbetare, s
- Ivar Jansson, folkskollärare, s
- Hilding Hagberg, redaktör Norrskensflamman, k
- Helmer Holmberg, chefredaktör Norrskensflamman, k